# Constance de France (1078-1126)
Pour les articles homonymes, voir Constance de France.
Constance de France, née vers 1078, morte le 14 septembre 1126, est fille de Philippe Ier, roi de France et de Berthe de Hollande. Par mariage, elle est successivement comtesse de Troyes et de Champagne puis princesse d'Antioche, duchesse d'Apulée et de Calabre.

## Biographie
Son père la marie entre 1093 et 1095 à Hugues de Blois, qui vient d'hériter du comté de Troyes. Le but du roi Philippe est de faire entrer dans sa sphère d'influence la puissante maison de Blois, pour contrebalancer l'opposition du comte Foulque IV d'Anjou à qui le roi vient d'enlever l'épouse, mais cette alliance est conclue nettement trop tard : cela fait dix années qu'Étienne Henri, le frère aîné d'Hugues et titulaire de la plus grande partie des comtés de la maison de Blois est marié à Adèle d'Angleterre, fille de Guillaume le Conquérant. De ce mariage est né un fils, Manassès, mort après 1102. Au bout de dix ans, Constance demande l'annulation de son mariage, pour des raisons inconnues, et l'obtient à Soissons le 25 décembre 1104. Il est vrai que depuis peu, le roi Philippe Ier a associé au trône son fils Louis qui a entrepris avec succès de restaurer l'autorité royale et de mater les vassaux les plus indociles. Constance qui ne pouvait attendre de l'aide de son père indolent, sait pouvoir compter sur son frère.
Après l'annulation de son mariage, Constance se retire à la cour de sa belle-sœur Adèle de Normandie, régente des comtés de son mari mort en Terre Sainte. Adèle étant une princesse très lettrée, la cour de Champagne est alors une cour qui commence à être brillante. Il semble même qu'Adèle usa de tout son pouvoir pour obtenir l'annulation du mariage. Hugues part combattre en Terre Sainte, revient à Troyes en 1107, puis repart de nouveau en Orient en 1111. Avec huit autres chevaliers, il fonde l'Ordre du Temple en 1118[réf. nécessaire].
À la même époque, Bohémond de Tarente, qui vient d'être libéré par les Turcs, rentre en Europe pour obtenir des secours pour les croisés en Terre Sainte. La régence de la principauté d'Antioche est assurée par son neveu Tancrède de Hauteville. On ne sait de qui vient la proposition de mariage, mais le roi Philippe marie Constance en 1106 avec Bohémond de Tarente. Le mariage est célébré dans la cathédrale de Chartres, et les festivités se déroulent dans le palais de la comtesse Adèle, qui a également pris part aux négociations. Le marié en profite pour inciter la noblesse à partir combattre en Orient, et négocie également le mariage de son neveu Tancrède avec la demi-sœur de Constance, Cécile de France.
Après son mariage, Constance accompagne son mari en Apulie, où elle donne naissance à deux fils, Bohémond II (1107 † 1130), futur prince d'Antioche et Jean. Bohémond part combattre l'empire byzantin, mais est battu à Durazzo, capturé et contraint de signer le traité de Déabolis, par lequel l'empereur devient suzerain de la principauté d'Antioche. Tancrède refuse de reconnaître le traité et Bohémond se retire à Bari, où il meurt en 1111. Constance exerce la régence des duchés de Calabre et d'Apulée au nom de son fils et prend le titre de reine en tant que fille du roi de France, mais elle est emprisonnée par Grimoald Alferanites (en), qui s'est proclamé seigneur de Bari. Libérée en 1120 sur l'intervention du pape Calixte II, elle doit cependant renoncer à ses droits sur Bari. 
Constance meurt le 14 septembre 1126 et son fils Bohémond se rend alors en Orient pour prendre la succession de la principauté d'Antioche.

## Généalogie
|                                      |                                      |                                      |                                      |                                      |                                      |  |  | Berthe de Hollande (1058 † 1094)   | Berthe de Hollande (1058 † 1094)   | Berthe de Hollande (1058 † 1094)   | Berthe de Hollande (1058 † 1094)   | Berthe de Hollande (1058 † 1094)   | Berthe de Hollande (1058 † 1094)   |                      |                      |                         |                         |                         |                         |                                             |                                             |                                             |                                             | Philippe Ier (1052 † 1108) roi de France               | Philippe Ier (1052 † 1108) roi de France               | Philippe Ier (1052 † 1108) roi de France               | Philippe Ier (1052 † 1108) roi de France               | Philippe Ier (1052 † 1108) roi de France               | Philippe Ier (1052 † 1108) roi de France               |  |  |                                   |                                   |                                   |                                   |                                   |                                   |  |  | Bertrade de Montfort (1070 † 1117)                     | Bertrade de Montfort (1070 † 1117)                     | Bertrade de Montfort (1070 † 1117)                     | Bertrade de Montfort (1070 † 1117)                     | Bertrade de Montfort (1070 † 1117)                     | Bertrade de Montfort (1070 † 1117)                     |  |  |
|                                      |                                      |                                      |                                      |                                      |                                      |  |  | Berthe de Hollande (1058 † 1094)   | Berthe de Hollande (1058 † 1094)   | Berthe de Hollande (1058 † 1094)   | Berthe de Hollande (1058 † 1094)   | Berthe de Hollande (1058 † 1094)   | Berthe de Hollande (1058 † 1094)   |                      |                      |                         |                         |                         |                         |                                             |                                             |                                             |                                             | Philippe Ier (1052 † 1108) roi de France               | Philippe Ier (1052 † 1108) roi de France               | Philippe Ier (1052 † 1108) roi de France               | Philippe Ier (1052 † 1108) roi de France               | Philippe Ier (1052 † 1108) roi de France               | Philippe Ier (1052 † 1108) roi de France               |  |  |                                   |                                   |                                   |                                   |                                   |                                   |  |  | Bertrade de Montfort (1070 † 1117)                     | Bertrade de Montfort (1070 † 1117)                     | Bertrade de Montfort (1070 † 1117)                     | Bertrade de Montfort (1070 † 1117)                     | Bertrade de Montfort (1070 † 1117)                     | Bertrade de Montfort (1070 † 1117)                     |  |  |
|                                      |                                      |                                      |                                      |                                      |                                      |  |  |                                    |                                    |                                    |                                    |                                    |                                    |                      |                      |                         |                         |                         |                         |                                             |                                             |                                             |                                             |                                                        |                                                        |                                                        |                                                        |                                                        |                                                        |  |  |                                   |                                   |                                   |                                   |                                   |                                   |  |  |                                                        |                                                        |                                                        |                                                        |                                                        |                                                        |  |  |
|                                      |                                      |                                      |                                      |                                      |                                      |  |  |                                    |                                    |                                    |                                    |                                    |                                    |                      |                      |                         |                         |                         |                         |                                             |                                             |                                             |                                             |                                                        |                                                        |                                                        |                                                        |                                                        |                                                        |  |  |                                   |                                   |                                   |                                   |                                   |                                   |  |  |                                                        |                                                        |                                                        |                                                        |                                                        |                                                        |  |  |
| Louis VI roi de France (1080 † 1137) | Louis VI roi de France (1080 † 1137) | Louis VI roi de France (1080 † 1137) | Louis VI roi de France (1080 † 1137) | Louis VI roi de France (1080 † 1137) | Louis VI roi de France (1080 † 1137) |  |  | Hugues cte de Troyes (1074 † 1126) | Hugues cte de Troyes (1074 † 1126) | Hugues cte de Troyes (1074 † 1126) | Hugues cte de Troyes (1074 † 1126) | Hugues cte de Troyes (1074 † 1126) | Hugues cte de Troyes (1074 † 1126) |                      |                      | Constance (1078 † 1125) | Constance (1078 † 1125) | Constance (1078 † 1125) | Constance (1078 † 1125) | Constance (1078 † 1125)                     | Constance (1078 † 1125)                     |                                             |                                             | Bohémond de Tarente prince d'Antioche (v. 1054 † 1111) | Bohémond de Tarente prince d'Antioche (v. 1054 † 1111) | Bohémond de Tarente prince d'Antioche (v. 1054 † 1111) | Bohémond de Tarente prince d'Antioche (v. 1054 † 1111) | Bohémond de Tarente prince d'Antioche (v. 1054 † 1111) | Bohémond de Tarente prince d'Antioche (v. 1054 † 1111) |  |  | Cécile de France (1097 † ap.1145) | Cécile de France (1097 † ap.1145) | Cécile de France (1097 † ap.1145) | Cécile de France (1097 † ap.1145) | Cécile de France (1097 † ap.1145) | Cécile de France (1097 † ap.1145) |  |  | Tancrède de Hauteville prince d'Antioche (1072 † 1112) | Tancrède de Hauteville prince d'Antioche (1072 † 1112) | Tancrède de Hauteville prince d'Antioche (1072 † 1112) | Tancrède de Hauteville prince d'Antioche (1072 † 1112) | Tancrède de Hauteville prince d'Antioche (1072 † 1112) | Tancrède de Hauteville prince d'Antioche (1072 † 1112) |  |  |
| Louis VI roi de France (1080 † 1137) | Louis VI roi de France (1080 † 1137) | Louis VI roi de France (1080 † 1137) | Louis VI roi de France (1080 † 1137) | Louis VI roi de France (1080 † 1137) | Louis VI roi de France (1080 † 1137) |  |  | Hugues cte de Troyes (1074 † 1126) | Hugues cte de Troyes (1074 † 1126) | Hugues cte de Troyes (1074 † 1126) | Hugues cte de Troyes (1074 † 1126) | Hugues cte de Troyes (1074 † 1126) | Hugues cte de Troyes (1074 † 1126) |                      |                      | Constance (1078 † 1125) | Constance (1078 † 1125) | Constance (1078 † 1125) | Constance (1078 † 1125) | Constance (1078 † 1125)                     | Constance (1078 † 1125)                     |                                             |                                             | Bohémond de Tarente prince d'Antioche (v. 1054 † 1111) | Bohémond de Tarente prince d'Antioche (v. 1054 † 1111) | Bohémond de Tarente prince d'Antioche (v. 1054 † 1111) | Bohémond de Tarente prince d'Antioche (v. 1054 † 1111) | Bohémond de Tarente prince d'Antioche (v. 1054 † 1111) | Bohémond de Tarente prince d'Antioche (v. 1054 † 1111) |  |  | Cécile de France (1097 † ap.1145) | Cécile de France (1097 † ap.1145) | Cécile de France (1097 † ap.1145) | Cécile de France (1097 † ap.1145) | Cécile de France (1097 † ap.1145) | Cécile de France (1097 † ap.1145) |  |  | Tancrède de Hauteville prince d'Antioche (1072 † 1112) | Tancrède de Hauteville prince d'Antioche (1072 † 1112) | Tancrède de Hauteville prince d'Antioche (1072 † 1112) | Tancrède de Hauteville prince d'Antioche (1072 † 1112) | Tancrède de Hauteville prince d'Antioche (1072 † 1112) | Tancrède de Hauteville prince d'Antioche (1072 † 1112) |  |  |
|                                      |                                      |                                      |                                      |                                      |                                      |  |  |                                    |                                    |                                    |                                    |                                    |                                    |                      |                      |                         |                         |                         |                         |                                             |                                             |                                             |                                             |                                                        |                                                        |                                                        |                                                        |                                                        |                                                        |  |  |                                   |                                   |                                   |                                   |                                   |                                   |  |  |                                                        |                                                        |                                                        |                                                        |                                                        |                                                        |  |  |
|                                      |                                      |                                      |                                      |                                      |                                      |  |  |                                    |                                    |                                    |                                    | Manassès († ap 1102)               | Manassès († ap 1102)               | Manassès († ap 1102) | Manassès († ap 1102) | Manassès († ap 1102)    | Manassès († ap 1102)    |                         |                         | Bohémond II prince d'Antioche (1107 † 1130) | Bohémond II prince d'Antioche (1107 † 1130) | Bohémond II prince d'Antioche (1107 † 1130) | Bohémond II prince d'Antioche (1107 † 1130) | Bohémond II prince d'Antioche (1107 † 1130)            | Bohémond II prince d'Antioche (1107 † 1130)            |                                                        |                                                        |                                                        |                                                        |  |  |                                   |                                   |                                   |                                   |                                   |                                   |  |  |                                                        |                                                        |                                                        |                                                        |                                                        |                                                        |  |  |